# K9797/9798次列車
K9797/9798次列車（中国語: K9797/9798次列车）とは、新疆ウイグル自治区（東トルキスタン）の首府ウルムチとカザフスタンの首都アスタナを結ぶ、カザフスタン鉄道が運行する優等列車である。

## 概要
2008年5月27日に運行を開始した。カザフスタン鉄道が運行を担当し、1992年に運行を開始したアルマトイ～ウルムチ間のK9795/9796次列車に次ぐ、中国とカザフスタンを結ぶ第2の国際旅客列車である。K9797/9798次列車にはドイツ製のカザフスタン鉄道MECT36型客車が使用され、運行距離は1,898kmである。途中トルキスタン・シベリア鉄道、北疆線を経由し、阿拉山口駅、ドストゥク駅、ベスコリ駅、アクトガイ駅、サヤク駅、カラガンダ駅に停車する。毎週火曜日にウルムチ南行き54次（K9798次）列車はヌルスルタン・ヌルルィ・ジョル駅を発車し、木曜日にウルムチ南駅に到着する。同日の夜、ヌルスルタン行き53次（K9797次）列車はウルムチ南駅を発車し、土曜日にヌルスルタン駅に帰着する。K9797/9798次列車は、従来アルマトイ経由であったアスタナ～ウルムチ間の移動時間を約24時間短縮し、カザフスタン西北部と東トルキスタンを結ぶ最も廉価な移動手段である。

## 歴史
1990年9月12日、北疆線とソ連のトルキスタン・シベリア鉄道とのレールがつながり、中国の連雲港市とオランダのロッテルダムを結ぶアジア横断鉄道の一部を構成した。しかし、この時はまだ中国と中央アジア諸国との国際旅客列車の運行は開始されなかった。その後1992年に、カザフスタン鉄道が運行を担当する国際旅客列車K9795/9796次列車がアルマトイ～ウルムチ間で運行を開始した。1997年12月10日、中国カザフスタン両国の鉄道専門家が、アスタナでアスタナ～ウルムチ間国際旅客列車の運行についての研究を開始した。
2007年、カザフスタンとウルムチの間を行き来する旅客総数は年間1200万人となった が、両国間の移動は航空機が主で、陸路交通は旅客及び貨物輸送の需要を満たしておらず、ウルムチからアスタナに移動する際はアルマトイで乗り換えを強いられていた。
2008年5月、中国・カザフスタン両国の鉄道関係者が阿拉山口駅とドストゥク駅で会談し、アスタナ～ウルムチ間国際旅客列車の運行を開始することについて意見が一致したため、双方で議定書が交わされた。この議定書に基づき、5月21日にアスタナ～阿拉山口間で試運転が行われ、税関、検疫、出入国管理などのシミュレーションが行われた。そして5月27日、アスタナ～ウルムチ間国際旅客列車が正式に運行を開始した。列車番号は53/54次（中国国内ではN897/898次）が使用され、カザフスタン鉄道が運行を担当し、毎週1往復運行された。
2009年4月1日、ウルムチ鉄路局がダイヤ改正を行い、アスタナ～ウルムチ間国際列車の中国国内での列車番号がN897/898次からK9797/9798次に変更された。

## 列車編成

### 牽引機
K9797/9798次列車のウルムチ～ドストゥク間では、ウルムチ鉄路局ウルムチ機務段所属の東風4D型ディーゼル機関車が使用され、ウルムチ機務段所属の機関士が乗務する。
| 運行区間    | ウルムチ南 ↔ ドストゥク               |
| 機関車 所属 | 東風4D型 ウルムチ鉄路局ウルムチ機務段 |

### 客車
K9797/9798次列車の客車はドイツ・ワゴンバウ社（Deutsche Waggonbau AG、通称DWA）製のロシア式客車で、車体に「мест」（定員を意味するロシア語）と記してある。K9797/9798次列車は8輛編成で、4人用個室の2等寝台車7輛、2人用個室の高級軟臥車1輛から成っている。中国とカザフスタンでは線路の軌間が異なり、中国は1435mmの標準軌、カザフスタンは1520mmの広軌である。そのためK9795/9796次列車はドストゥク駅で客車の台車を交換する。
| 運行区間   | ヌルスルタン↔ウルムチ南            | ヌルスルタン↔ウルムチ南       |
| 号車番号   | 1                                  | 2-8                           |
| 車輛の種類 | 定員20人 高級軟臥車 （特等寝台車） | 定員36人 硬臥車 （2等寝台車） |

## 時刻表
カザフスタン領内は全てカザフスタン東部時間で記してあり、北京時間との時差は2時間である。
| K9795次/13 （ヌルスルタン行き） | K9795次/13 （ヌルスルタン行き） | K9795次/13 （ヌルスルタン行き） | K9795次/13 （ヌルスルタン行き） | 停車駅       | K9796次/14 （ウルムチ南行き） | K9796次/14 （ウルムチ南行き） | K9796次/14 （ウルムチ南行き） | K9796次/14 （ウルムチ南行き） |
| 走行距離                        | 曜日                            | 到着時間                        | 出発時間                        | 停車駅       | 到着時間                      | 出発時間                      | 曜日                          | 走行距離                      |
| ------------------------------- | ------------------------------- | ------------------------------- | ------------------------------- | ------------ | ----------------------------- | ----------------------------- | ----------------------------- | ----------------------------- |
| 0                               | 月曜                            | —                               | 23:41                           | ウルムチ南   | 09:50                         | —                             | 月曜                          | 1359                          |
| 477                             | 火曜                            | 08:00                           | 11:00                           | 阿拉山口     | 22:10                         | 23:50                         | 日曜                          | 882                           |
| —                               | 火曜                            | 09:20                           | 11:40                           | ドストゥク   | 16:35                         | 19:50                         | 日曜                          | —                             |
| —                               | 火曜                            | 15:57                           | 16:12                           | ベスコリ     | 13:28                         | 13:43                         | 日曜                          | —                             |
| —                               | 火曜                            | 18:12                           | 18:52                           | アクトガイ   | 11:02                         | 11:31                         | 日曜                          | —                             |
| —                               | 火曜                            | 21:47                           | 22:20                           | サヤク       | 07:23                         | 07:57                         | 日曜                          | —                             |
| —                               | 水曜                            | 08:20                           | 08:40                           | カラカンダ   | 20:50                         | 21:42                         | 土曜                          | —                             |
| 1359                            | 水曜                            | 12:16                           | —                               | ヌルスルタン | —                             | 16:20                         | 土曜                          | 0                             |

## 脚註
1. ↑  “哈萨克斯坦阿斯塔纳－中国乌鲁木齐国际旅客列车抵达乌鲁木齐（簡体字中国語）”.   腾讯网 (2008年5月29日). 2015年11月23日閲覧。
2. ↑  “试试你的胆量？东西南北 坐火车游（簡体字中国語）”.   搜狐 (2011年8月1日). 2015年11月23日閲覧。
3. 1 2  “哈萨克斯坦国际旅客列车又进新疆（簡体字中国語）”.   中国旅游报 (2008年6月25日). 2015年11月23日閲覧。
4. ↑  “乌鲁木齐将开通与哈萨克首都间旅客专列（簡体字中国語）”.   新浪 (2008年5月23日). 2015年11月23日閲覧。
5. ↑  “阿斯塔纳—乌鲁木齐列车首发（簡体字中国語）”.   亚心网 (2008年5月30日). 2015年11月23日閲覧。
6. ↑  “哈萨克斯坦首都阿斯塔纳－中国乌鲁木齐间国际旅客列车成功发车（簡体字中国語）”.   网易 (2008年5月27日). 2015年11月23日閲覧。
7. ↑  “4月1日乌铁局实行新列车运行图 列车等级车次有变化（簡体字中国語）”.   亚心网 (2009年3月26日). 2015年11月23日閲覧。
8. ↑  “乌鲁木齐-阿斯塔纳国际列车硬卧票价597元（簡体字中国語）”.   天山网 (2008年5月30日). 2015年11月23日閲覧。
9. ↑  中国鉄道倶楽部 国際列車